# James Baker
James Addison Baker III (sinh ngày 28 tháng 4 năm 1930) là Chánh Văn phòng Nhà Trắng trong nhiệm kỳ đầu tiên của tổng thống Ronald Reagan, Bộ trưởng Ngân khố Hoa Kỳ từ năm 1985 đến năm 1988 trong nhiệm kỳ thứ hai của chính quyền Reagan, và là Ngoại trưởng dưới thời tổng thống George H. W. Bush. Ông là người sáng lập nên Viện James Baker.

## Sự nghiệp chính trị ban đầu
Ban đầu là một đảng viên Đảng Dân chủ, Baker đã chuyển qua Đảng Cộng hòa và đã tổ chức không thành công chiến dịch vào Thượng viện cho ông bạn nối khố George H.W. Bush năm 1970.